# Pleopeltis kuchenensis
Pleopeltis kuchenensis là một loài dương xỉ trong họ Polypodiaceae. Loài này được Panigrahi & S.Singh mô tả khoa học đầu tiên năm 1990.
Danh pháp khoa học của loài này chưa được làm sáng tỏ. 